# 강계선
강계선(江界線)은 만포선의 강계역과 랑림군의 랑림역(구 동문거리역)까지 잇는 철도 노선으로 장진강하류에 댐을 건설할 때 건설자재를 운반하기 위해 부설된 협궤철도이다. 랑림산맥의 아득령을 통과한다. 

## 노선 정보
- 구간과 거리 : 강계역~랑림역 57.0km
- 역 수 : 13(양단역 포함)
- 궤도 간격 : 762mm(협궤)
- 전철화 구간 : 전 구간(직류 3000V)
- 복선 구간 : 없음

## 역 목록
| 역이름 | 로마자 역명 | 한자 역명 | 영업 거리 (km) | 접속노선 | 소재지 | 소재지 |
| ------ | ----------- | --------- | -------------- | -------- | ------ | ------ |
| 강계   | Kanggye     | 江界      | 0.0            | 만포선   | 자강도 | 강계시 |
| 남문   | Nammun      | 南門      |                |          | 자강도 | 강계시 |
| 향하   | Hyangha     | 香河      |                |          | 자강도 | 장강군 |
| 승방   | Sŭnbang     | 勝芳      |                |          | 자강도 | 장강군 |
| 공북   | Kongbuk     | 公北      |                |          | 자강도 | 장강군 |
| 오일   | O-il        | 五一      |                |          | 자강도 | 장강군 |
| 평리   | P'yŏngni    | 坪里      |                |          | 자강도 | 장강군 |
| 황포   | Hwangp'o    | 黃浦      |                |          | 자강도 | 장강군 |
| 십리평 | Simrip'yŏng | 十里坪    |                |          | 자강도 | 장강군 |
| 상신원 | Sangsinwŏn  | 上新院    |                |          | 자강도 | 랑림군 |
| 하신원 | Hasinwŏn    | 下新院    |                |          | 자강도 | 랑림군 |
| 랑림   | Rangrim     | 狼林      |                |          | 자강도 | 랑림군 |

## 같이 보기
- 랑림호

## 참고 문헌
- 고쿠부 하야토(国分隼人), «장군님의 철도—북조선 철도사정(将軍様の鉄道 北朝鮮鉄道事情)», 新潮社, 2007, ISBN 9784103037316